# Ihlow (Brandemburgo)
Ihlow é um município da Alemanha, situado no distrito de Teltow-Fläming, no estado de Brandemburgo. Tem 47,54 km² de área, e sua população em 2019 foi estimada em 656 habitantes.